# فردوسی (تاجیکستان)
فردوسی که پیشتر بوراقن نامیده می‌شد (به لاتین: Buragen) یک منطقهٔ مسکونی در تاجیکستان است که در ولایت سغد واقع شده‌است.